# Mateja Đorđević
 (août 2023).
Mateja Đorđević, né le 17 janvier 2003 à Belgrade, est un footballeur serbe qui évolue au poste de défenseur central au FK TSC.

## Biographie

### Carrière en club
Né dans une famille de supporteurs du FK Partizan, Mateja Đorđević rejoint le centre de formation du club historique de Belgrade à 13 ans, y signant son premier contrat professionnel en juillet 2021.
Đorđević commence ensuite sa carrière en signant au FK Voždovac en janvier 2022, s'imposant au fur et à mesure des saisons comme un titulaire et leadeur de son équipe en championnat de Serbie,,,.
À l'été 2023, il est transféré au FK TSC, deuxième du dernier championnat serbe, avec la perspective de disputer une compétition européenne sous l'égide de Žarko Lazetić (en),.
Mateja Đorđević fait ses débuts avec le club et en Ligue des champions le 8 août 2023, titularisé lors du match de qualification du TSC contre le SC Braga, qui se termine par une défaite 3-0 au Portugal,,,.

### Carrière en sélection
Mateja Đorđević est international serbe en équipes de jeunes, ayant notamment joué avec les moins de 19 ans à partir de 2021, puis avec les espoirs.